# Mrs Vandebilt
Mrs Vandebilt is een single van Paul McCartney en Wings. Het is de eerste single in Europa afkomstig van hun album Band on the Run. Paul die samen met Linda McCartney bijna alle muziek en teksten voor dat album schreef wijst hier een beetje op het overdreven materialisme. De familienaam Vandebilt is een verwijzing naar de afstammelingen van Cornelius Vanderbilt, een rijk Amerikaans zakenimperium. McCartney gaf later toe de familie en in het bijzonder mevrouw Vanderbilt niet te kennen. Het lied begint met de frase "Down in the jungle, living in a tent; you don’t need money, you don’t pay rent", hetgeen een variant was op een catchphrase die Charlie Chester destijds vaak uitsprak. Het lied gaat verder dat als je arm bent, dan hoef je je niet te haasten, je hebt tijd zat, je wordt niet overvallen etc. Ondertussen moet de familie Vandebilt en later ook Washington zich om allerlei zaken druk maken.
De single is net als het gehele album opgenomen in Lagos, waarbij de volgende musici aanwezig waren:
- Paul McCartney - zang, basgitaar, slagwerk, gitaar
- Linda McCartney - toetsinstrumenten, achtergrondzang
- Denny Laine -: gitaar, achtergrondzang.
- Howie Casey - saxofoon

## Hitnotering
De single is niet uitgegeven in de Verenigde Staten en het Verenigd Koninkrijk.

### Nederlandse Top 40
| Hitnotering: week 4 t/m 10 in 1974 | Hitnotering: week 4 t/m 10 in 1974 | Hitnotering: week 4 t/m 10 in 1974 | Hitnotering: week 4 t/m 10 in 1974 | Hitnotering: week 4 t/m 10 in 1974 | Hitnotering: week 4 t/m 10 in 1974 | Hitnotering: week 4 t/m 10 in 1974 | Hitnotering: week 4 t/m 10 in 1974 | Hitnotering: week 4 t/m 10 in 1974 |
| Week:                              | 1                                  | 2                                  | 3                                  | 4                                  | 5                                  | 6                                  | 7                                  |                                    |
| ---------------------------------- | ---------------------------------- | ---------------------------------- | ---------------------------------- | ---------------------------------- | ---------------------------------- | ---------------------------------- | ---------------------------------- | ---------------------------------- |
| Positie:                           | 20                                 | 10                                 | 7                                  | 7                                  | 10                                 | 20                                 | 33                                 | uit                                |

### NederlandseDaverende 30
| Hitnotering: 26-1-1974 t/m 8-3-1974 | Hitnotering: 26-1-1974 t/m 8-3-1974 | Hitnotering: 26-1-1974 t/m 8-3-1974 | Hitnotering: 26-1-1974 t/m 8-3-1974 | Hitnotering: 26-1-1974 t/m 8-3-1974 | Hitnotering: 26-1-1974 t/m 8-3-1974 | Hitnotering: 26-1-1974 t/m 8-3-1974 | Hitnotering: 26-1-1974 t/m 8-3-1974 |
| Week:                               | 1                                   | 2                                   | 3                                   | 4                                   | 5                                   | 6                                   |                                     |
| ----------------------------------- | ----------------------------------- | ----------------------------------- | ----------------------------------- | ----------------------------------- | ----------------------------------- | ----------------------------------- | ----------------------------------- |
| Positie:                            | 20                                  | 12                                  | 7                                   | 7                                   | 9                                   | 19                                  | uit                                 |

### BelgischeBRT Top 30
| Hitnotering: 9-2-1974 t/m | Hitnotering: 9-2-1974 t/m | Hitnotering: 9-2-1974 t/m | Hitnotering: 9-2-1974 t/m | Hitnotering: 9-2-1974 t/m | Hitnotering: 9-2-1974 t/m | Hitnotering: 9-2-1974 t/m | Hitnotering: 9-2-1974 t/m | Hitnotering: 9-2-1974 t/m |
| Week:                     | 1                         | 2                         | 3                         | 4                         | 5                         | 6                         | 7                         |                           |
| ------------------------- | ------------------------- | ------------------------- | ------------------------- | ------------------------- | ------------------------- | ------------------------- | ------------------------- | ------------------------- |
| Positie:                  | 27                        | 24                        | 17                        | 12                        | 16                        | 20                        | 25                        | uit                       |

### NPO Radio 2 Top 2000
| Nummer met noteringen in de NPO Radio 2 Top 2000 | '00  | '01 | '02  | '03 | '04  | '05-'09 | '10  |
| ------------------------------------------------ | ---- | --- | ---- | --- | ---- | ------- | ---- |
| Mrs Vandebilt                                    | 1620 | -   | 1718 | -   | 1929 | -       | 1878 |

1. ↑  Een '-' betekent dat het nummer niet was genoteerd en een vetgedrukt getal geeft de hoogste notering aan.
2. ↑  2000 was het eerste jaar met een notering voor dit nummer.
3. ↑  Deze tabel is bijgewerkt tot en met de laatste editie (2024).